# 黄瀛
黄瀛(こう えい、1906年<光緒32年10月4日>-2005年7月30日)は中国の詩人、軍人、教育者。
四川外語学院教授。詩集に『景星』『瑞枝』。父は重慶師範学校校長の黄沢民。母は日本人の太田喜智。

## 生涯
日清交換教員として中国に赴任していた太田喜智と重慶師範学校校長の黄沢民の間に生まれる。
1914年、黄瀛が８歳の時、父親が亡くなり母と妹の黄寧馨と共に日本に渡る。千葉県福岡尋常高等小学校に入学。国籍が中国人であるという理由で、近くの成東中学校への進学が出来ず、1920年に東京の正則中学校に進学した。
1923年、関東大震災の発生により正則中学校の校舎は焼失したため中国の青島日本中学校に編入。『詩聖』に詩文が掲載され同様に掲載された中国嶺南大学に在籍していた草野心平と親交を深める。『朝の展望』が『日本詩人』で第二新詩人号の第一位となると本格的な詩作を目指す。草野心平ら共にガリ版刷りの同人誌『銅鑼』を創刊した。朝日新聞に勤務していた中野秀人の紹介で高村光太郎と知り合い、光太郎を保証人とし、神田の文化学院へ進学。1929年には、宮沢賢治を訪ね花巻に旅行するなど日本文壇に多くの知己を得た。
日中関係が不穏になると母親の意向に従い1927年10月、陸軍士官学校に入学、当時文化学院の教員だった与謝野晶子は「黄さん、軍人はだめですよ」と諭したという。1930年12月、軍政部特種通信教導隊隊長に着任、1935年7月まで伝書鳩と軍用犬の通信訓練を行った。1945年8月からは、陸軍少将として日本側との交渉工作、戦後の接収工作を主としながら草野心平、山口淑子など中国にいた日本人の引き揚げに尽力した。1966年、文化大革命で投獄され11年間獄中生活を過ごす。
2005年7月98歳で生涯を閉じた。

## 作風
萩原朔太郎は『日本詩人』で黄瀛の詩に対し、「黄君の情想は、気質的に軽快で明るく、それに貴公子風でもある。君は好い意味での気質的健康性を有している」と評価した。